# NGC 5166
NGC 5166 је спирална галаксија у сазвежђу Ловачки пси која се налази на NGC листи објеката дубоког неба.
Деклинација објекта је + 32° 1' 56" а ректасцензија 13h 28m 15,0s. Привидна величина (магнитуда) објекта NGC 5166 износи 13,5 а фотографска магнитуда 14,3. NGC 5166 је још познат и под ознакама NGC 5166A, UGC 8463, MCG 5-32-26, CGCG 161-62, IRAS 13259+3217, PGC 47234.